# Oblanka, Bobrîneț
Oblanka (în ucraineană Обланка) este un sat în orașul raional Bobrîneț din regiunea Kirovohrad, Ucraina.

## Demografie
Componența lingvistică a localității Oblanka
     Ucraineană (100%)
Conform recensământului din 2001, toată populația localității Oblanka era vorbitoare de ucraineană (100%).